# Abida
Abida (z hebr. mój ojciec wie) – postać biblijna ze Starego Testamentu, syn Midiana. Abida był wnukiem Abrahama z jego drugiej żony Ketury. Jego braćmi byli Efy, Efera, Henocha i Elday.